# Giải vô địch bóng đá bãi biển thế giới 2013
Giải vô địch bóng đá bãi biển thế giới 2013 là giải đấu lần thứ 7 của Giải vô địch bóng đá bãi biển thế giới. Nhìn chung, đây là giải đấu lần thứ 17 kể từ khi phiên bản giải đấu của BSWW tổ chức từ năm 1995 đến năm 2004. Được tổ chức tại Sân vận động Tahua To'ata, Papeete, Tahiti, Polynésie thuộc Pháp từ ngày 18 đến ngày 28 tháng 9 năm 2013 và là lần thứ tư giải đấu tổ chức bên ngoài Brasil. Đây là giải đấu lần thứ hai kể từ khi tổ chức với chu kỳ dài hơn kéo dài hai năm. Đây cũng là giải đấu đầu tiên của FIFA được tổ chức tại một quốc gia ở Thái Bình Dương ngoài New Zealand, và là giải đấu cấp cao đầu tiên của FIFA tổ chức tại khu vực này.
Giải đấu đã được xác nhận vào tháng 3 năm 2010. Nga đã bảo vệ thành công chức vô địch sau khi đánh bại Tây Ban Nha trong trận chung kết với tỷ số 5-1.

## Vòng loại

### Chủ nhà
Tahiti tự động tham dự giải đấu với tư cách là chủ nhà.

### Khu vực châu Phi
Vòng loại khu vực châu Phi diễn ra từ ngày 22 đến 26 tháng 5 năm 2013 tại El Jadida, Maroc để xác định hai đội vào chung kết. Vòng loại ban đầu được lên lịch từ ngày 10 đến ngày 14 tháng 4, và sau đó là ngày 29 tháng 5 đến ngày 2 tháng 6 năm 2013 tại Casablanca. Senegal và Bờ Biển Ngà vượt qua vòng loại với hai suất còn lại.

### Khu vực châu Á
Vòng loại khu vực châu Á diễn ra từ ngày 22 đến ngày 26 tháng 1 năm 2013 tại một sân vận động tạm thời và sân cỏ liền kề trên Bãi biển Katara ở Doha, Qatar để xác định ba đội đủ điều kiện vào vòng chung kết. Iran, Nhật Bản và Các Tiểu vương quốc Ả Rập Thống nhất đã giành được ba suất tham dự.

### Khu vực châu Âu
Vòng loại khu vực châu Âu diễn ra tại Moskva, Nga từ ngày 1 đến ngày 8 tháng 7 năm 2012. Tây Ban Nha, Nga, Ukraina và Hà Lan đã giành được bốn suất tham dự.

### Khu vực Bắc, Trung Mỹ và Caribe
Vòng loại khu vực CONCACAF diễn ra từ ngày 8 đến ngày 12 tháng 5 năm 2013 tại Nassau, Bahamas để xác định hai suất có sẵn. Hoa Kỳ và El Salvador đã giành được hai suất tham dự.

### Khu vực châu Đại Dương
Vòng loại khu vực châu Đại Dương diễn ra từ ngày 30 tháng 8 đến ngày 2 tháng 9 năm 2013 tại Đại học New Caledonia, Nouméa, New Caledonia để xác định đội tuyển thuộc châu Đại Dương thứ hai giành quyền tham dự Giải vô địch bóng đá bãi biển thế giới (Tahiti đã giành quyền tham dự với tư cách là chủ nhà). Ban đầu, giải đấu này dự kiến diễn ra từ ngày 4 đến ngày 9 tháng 8 năm 2013 tại thành phố đăng cai Giải vô địch bóng đá bãi biển thế giới 2013 là Papeete, Tahiti. Do những khó khăn về kích thước của sân được sử dụng cho vòng loại và Tahiti từ chối không tham dự giải đấu, nên quyết định rằng giải đấu nên được chuyển đi để giảm chi phí. Ban đầu, giải đấu được lên lịch từ ngày 12 đến ngày 14 tháng 6.

### Khu vực Nam Mỹ
Vòng loại khu vực Nam Mỹ diễn ra từ ngày 10 đến ngày 17 tháng 2 năm 2013 tại một sân vận động tạm thời ở Merlo, một thị trấn ở tỉnh San Luis của Argentina để xác định ba suất tham dự. Argentina, Brasil và Paraguay đã giành được ba suất tham dự.

## Đội tuyển

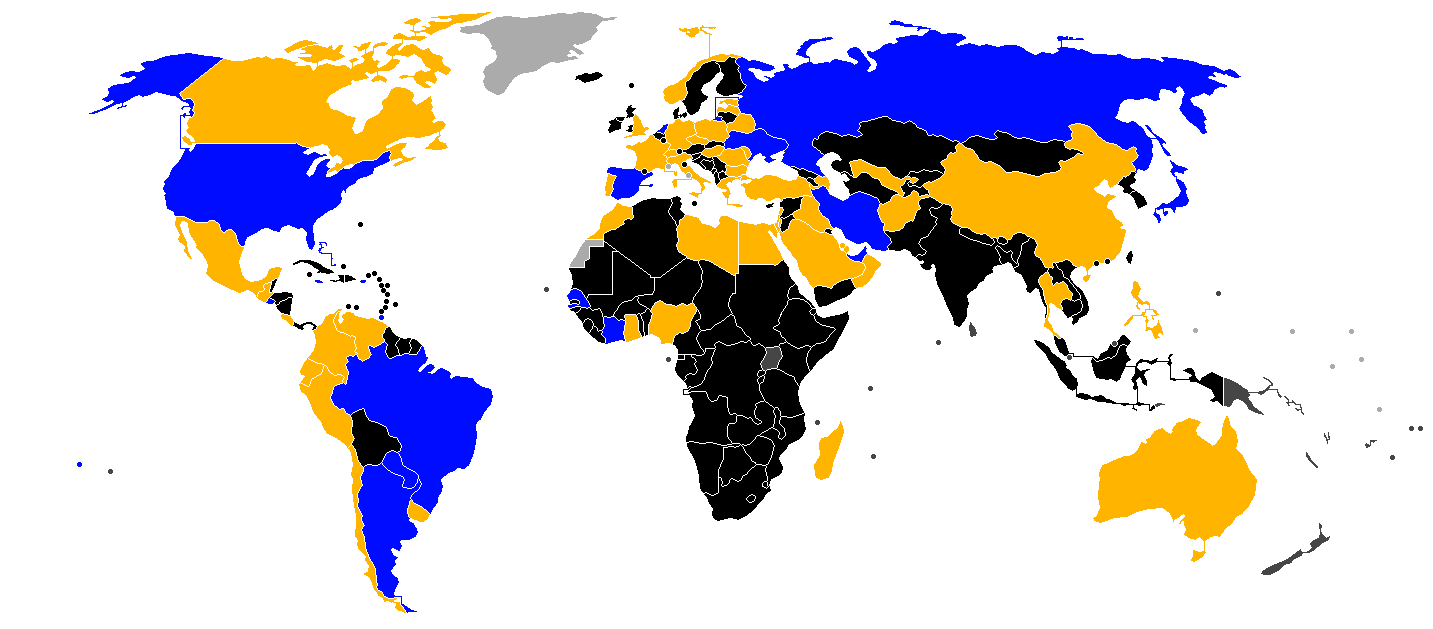
Giành quyền tham dự giải đấu
Không vượt qua vòng loại
Chưa xác nhận tham dự vòng loại
Không tham dự
Không phải là thành viên FIFA

Việc phân bổ suất tham dự giải đấu này đã được Ủy ban điều hành FIFA phê duyệt vào tháng 5 năm 2012.
Dưới đây là các đội tuyển đủ điều kiện tham dự World Cup:
| Khu vực châu Á (AFC) - Iran - Nhật Bản - Các Tiểu vương quốc Ả Rập Thống nhất Khu vực châu Phi (CAF) - Bờ Biển Ngà - Sénégal Khu vực châu Âu (UEFA) - Hà Lan - Nga - Tây Ban Nha - Ukraina | Khu vực Bắc, Trung Mỹ và Caribe (CONCACAF) - El Salvador - Hoa Kỳ Khu vực châu Đại Dương (OFC) - Quần đảo Solomon - Tahiti (chủ nhà) Khu vực Nam Mỹ (CONMEBOL) - Argentina - Brasil - Paraguay |  |

## Địa điểm
Tất cả các trận đấu đều được diễn ra tại Sân vận động Tahua To'ata ở Papeete.
| Papeete                                                     |
| ----------------------------------------------------------- |
| Saan vận động Tahua To'ata                                  |
| Sức chứa: 4,000                                             |
|                                                             |
| PapeeteGiải vô địch bóng đá bãi biển thế giới 2013 (Tahiti) |

## Bóng thi đấu
Tất cả các trận đấu đều được sử dụng quả bóng thi đấu Adidas Cafusa mới; phiên bản này đã được sửa đổi một chút so với quả bóng thi đấu được sử dụng tại Cúp Liên đoàn các châu lục 2013.

## Bài hát chủ đề
Tu'e Popo' của Sabrina là bài hát chủ đề chính thức của giải đấu và video có nhịp điệu hòn đảo của nước chủ nhà và thành phố Papeete.

## Trọng tài
FIFA đã chọn ra 24 trọng tài để điều hành cho các trận đấu tại World Cup. Trong số 24 trọng tài, ít nhất một trọng tài đại diện cho mỗi liên đoàn; bốn trọng tài từ AFC, ba trọng tài từ CAF, năm trọng tài từ CONMEBOL, ba trọng tài từ CONCACAF, một trọng tài từ OFC và tám trọng tài từ UEFA, với tất cả 24 trọng tài đến từ các quốc gia khác nhau. Các trọng tài đã được công bố vào tháng 7 năm 2013.
| AFC                                                                    | CAF                                          | CONCACAF                                              | CONMEBOL                                                               | OFC       | UEFA                                                              | UEFA                                                             |
| ---------------------------------------------------------------------- | -------------------------------------------- | ----------------------------------------------------- | ---------------------------------------------------------------------- | --------- | ----------------------------------------------------------------- | ---------------------------------------------------------------- |
| Suhaimi Mat Hassan Suwat Wongsuwan Ebrahim Almansory Bakhtiyor Namazov | Said Hachim Driss Lamghaidar Bessem Boubaker | Oscar Velásquez · Miguel Aguilar · Gumercindo Batista | Mariano Romo Felipe Varejão Patricio Blanca José Cortéz Micke Palomino | Hugo Pado | Emmanuel Vocale Gionni Matticoli Michael Medina Tomasz Winiarczyk | Alexander Berezkin Ruben Eiriz Christian Zimmermann Serdar Akçer |

## Bốc thăm
Lễ bốc thăm vòng bảng được tổ chức vào ngày 5 tháng 6 năm 2013 lúc 19:30 (giờ địa phương) tại Maison de la Culture (Te Fare Tauhiti Nui) ở Papeete, Tahiti. Đội chủ nhà Tahiti và đương kim vô địch Nga, được phân vào các vị trí A1 và D1 trước khi bốc thăm. Các đội từ cùng một liên đoàn không được bốc thăm đấu với nhau ở vòng bảng.
| Nhóm 1 (chủ nhà & CONMEBOL)                                  | Nhóm 2 (CAF & CONCACAF)                      | Nhóm 3 (AFC & OFC)                        | Nhóm 4 (UEFA)                                           |
| ------------------------------------------------------------ | -------------------------------------------- | ----------------------------------------- | ------------------------------------------------------- |
| Tahiti (được phân bổ vào A1) · Argentina · Brasil · Paraguay | Bờ Biển Ngà · Sénégal · El Salvador · Hoa Kỳ | Iran · Nhật Bản · UAE · Quần đảo Solomon* | Hà Lan · Nga (được giao cho D1) · Tây Ban Nha · Ukraina |

Chú thích: Vào thời điểm diễn ra lễ bốc thăm, danh sách vòng loại OFC vẫn chưa được công bố.

## Đội hình
Các đội tuyển phải chỉ định một đội hình gồm 12 người (hai trong số đó phải là thủ môn) trước thời hạn của FIFA. Các đội hình đã được FIFA công bố vào ngày 11 tháng 9 năm 2013.

## Vòng bảng
Mỗi đội được ba điểm cho một trận thắng, hai điểm cho một trận thắng sau hiệp phụ hoặc loạt sút luân lưu, và không có điểm nào cho một trận thua.
Các tiêu chí vòng bảng
Trong trường hợp hai hoặc nhiều đội kết thúc vòng bảng với cùng số điểm, thứ hạng của họ sẽ được xác định theo các tiêu chí sau:
1. Số điểm lớn nhất đạt được trong các trận đấu vòng bảng giữa các đội liên quan;
2. Hiệu số bàn thắng thua lớn nhất có được từ các trận đấu vòng bảng giữa các đội có liên quan;
3. Số bàn thắng lớn nhất được ghi trong tất cả các trận đấu vòng bảng giữa các đội liên quan;
4. Hiệu số bàn thắng bại lớn nhất trong tất cả các trận đấu vòng bảng;
5. Số bàn thắng ghi được nhiều nhất trong tất cả các trận đấu vòng bảng;
6. Quyết định bốc thăm của Ban tổ chức.

| Chú thích                                                |
| -------------------------------------------------------- |
| Các đội thắng và nhì bảng sẽ giành quyền vào vòng tứ kết |

 Tất cả các trận đấu diễn ra theo giờ địa phương (UTC−10:00).

### Bảng A
| Đội         | ST | T | T+ | B | BT | BB | HS | Đ |
| ----------- | -- | - | -- | - | -- | -- | -- | - |
| Tây Ban Nha | 3  | 3 | 0  | 0 | 14 | 8  | +6 | 9 |
| Tahiti      | 3  | 1 | 1  | 1 | 10 | 9  | +1 | 5 |
| Hoa Kỳ      | 3  | 1 | 0  | 2 | 13 | 14 | –1 | 3 |
| UAE         | 3  | 0 | 0  | 3 | 8  | 14 | –6 | 0 |

| Tây Ban Nha                                            | 5–4      | Hoa Kỳ                                                         |
| ------------------------------------------------------ | -------- | -------------------------------------------------------------- |
| Antonio 10', 31' · Llorenç 19' · Juanma 32' · Nico 35' | Chi tiết | Futagaki 7' · N. Perera 12' · Chimienti 15' · L. Valentine 32' |

| Tahiti                                             | 3–2      | UAE                         |
| -------------------------------------------------- | -------- | --------------------------- |
| M. Amau 6' · T. Zaveroni 10' · R. Li Fung Kuee 14' | Chi tiết | H. Ali 20' · H. Alkaabi 22' |

| UAE                              | 2–5      | Tây Ban Nha                                                 |
| -------------------------------- | -------- | ----------------------------------------------------------- |
| H. Alkaabi 3' · H. Alhammidi 26' | Chi tiết | Antonio 17' · R. Merida 28', 36' · Llorenç 34' · Cintas 36' |

| Hoa Kỳ                                              | 3–5 (s.h.p.) | Tahiti                                                                 |
| --------------------------------------------------- | ------------ | ---------------------------------------------------------------------- |
| A. Tchen 18' (l.n.) · Chimienti 32' · N. Perera 35' | Chi tiết     | R. Li Fung Kuee 3' · R. Bennett 4' · T. Labaste 23' · P. Tepa 39', 39' |

| UAE                                                        | 4–6      | Hoa Kỳ                                                       |
| ---------------------------------------------------------- | -------- | ------------------------------------------------------------ |
| H. Al-Hammadi 1', 27' · K. Al-Balooshi 8' · A. Hussain 31' | Chi tiết | N. Perera 2', 17', 26' · A. Canale 8', 16' · J. Leopoldo 34' |

| Tahiti                            | 2–4      | Tây Ban Nha                                 |
| --------------------------------- | -------- | ------------------------------------------- |
| P. Tepa 24' · R. Li Fung Kuee 34' | Chi tiết | R. Merida 4', 10' · Kuman 7' · D. Pajón 17' |

### Bảng B
| Đội              | ST | T | T+ | B | BT | BB | HS | Đ |
| ---------------- | -- | - | -- | - | -- | -- | -- | - |
| Argentina        | 3  | 2 | 0  | 1 | 17 | 11 | +6 | 6 |
| El Salvador      | 3  | 2 | 0  | 1 | 13 | 11 | +2 | 6 |
| Quần đảo Solomon | 3  | 1 | 0  | 2 | 13 | 15 | –2 | 3 |
| Hà Lan           | 3  | 0 | 1  | 2 | 6  | 12 | –6 | 2 |

| Argentina                                                           | 4–1      | El Salvador   |
| ------------------------------------------------------------------- | -------- | ------------- |
| C. Leguizamón 4' · F. Hilaire 5' · M. de Ezeyza 13' · L. Medero 25' | Chi tiết | E. Robles 18' |

| Hà Lan | 0–2      | Quần đảo Solomon          |
| ------ | -------- | ------------------------- |
|        | Chi tiết | J. Luwi 25' · N. Muri 34' |

| Quần đảo Solomon                                  | 5–8      | Argentina                                                                        |
| ------------------------------------------------- | -------- | -------------------------------------------------------------------------------- |
| A. Talo 12', 13', 31' · R. Laua 13' · J. Luwi 15' | Chi tiết | J. Levi 1' · F. Hilaire 16', 28' · E. Hilaire 17' · L. Medero 25', 26', 31', 31' |

| El Salvador                                                                  | 5–1      | Hà Lan           |
| ---------------------------------------------------------------------------- | -------- | ---------------- |
| A. Ruiz 7', 33' (ph.đ.) · F. Velásquez 7' · T. Hernández 22' · J. Batres 35' | Chi tiết | M. van Gessel 7' |

| Quần đảo Solomon                                                        | 6–7      | El Salvador                                                       |
| ----------------------------------------------------------------------- | -------- | ----------------------------------------------------------------- |
| M. Aisa 12' · N. Muri 17', 19', 24' · A. Talo 31' (ph.đ.) · R. Laua 34' | Chi tiết | A. Ruiz 6', 11', 14', 20', 33' · F. Velásquez 25' · E. Robles 30' |

| Hà Lan                                                                              | 5–5 (s.h.p.) | Argentina                                                |
| ----------------------------------------------------------------------------------- | ------------ | -------------------------------------------------------- |
| F. van der Geest 19' · P. Ax 20', 28' · R. van Dieren 26' · C. van den Ouweland 36' | Chi tiết     | S. Hilaire 1' · J. Levi 1' · J. Vivas 4', 7', 24'        |
| Loạt sút luân lưu                                                                   |              |                                                          |
| M. van Gessel · P. Ax · R. van Dieren · J. Klijbroek                                | 4–3          | L. Medero · C. Leguizamon · L. Franceschini · E. Hilaire |

### Bảng C
| Đội     | ST | T | T+ | B | BT | BB | HS  | Đ |
| ------- | -- | - | -- | - | -- | -- | --- | - |
| Brasil  | 3  | 3 | 1  | 0 | 16 | 6  | +10 | 9 |
| Iran    | 3  | 1 | 0  | 2 | 8  | 10 | –2  | 3 |
| Ukraina | 3  | 1 | 0  | 2 | 9  | 11 | –2  | 3 |
| Sénégal | 3  | 1 | 0  | 2 | 11 | 17 | –6  | 3 |

- Chú thích: Iran, Ukraina và Sénégal được xếp hạng theo thành tích đối đầu trực tiếp.

| Sénégal                                      | 5–4      | Ukraina                                                 |
| -------------------------------------------- | -------- | ------------------------------------------------------- |
| B. Fall 15', 16', 27', 35' · P. Koukpaki 22' | Chi tiết | V. Sydorenko 2' · O. Zborovskyi 3', 26' · R. Pachev 24' |

| Brasil                                | 4–1      | Iran         |
| ------------------------------------- | -------- | ------------ |
| Bruno Xavier 2', 15', 31' · Bueno 16' | Chi tiết | A. Akbari 9' |

| Iran                                                           | 5–3      | Sénégal                                    |
| -------------------------------------------------------------- | -------- | ------------------------------------------ |
| M. Ahmadzadeh 2', 3', 21' · A. Akbari 16' · F. Boulokbashi 30' | Chi tiết | N. Sylla 16', 28' · P. Hosseini 16' (l.n.) |

| Ukraina                                | 2–4      | Brasil                                       |
| -------------------------------------- | -------- | -------------------------------------------- |
| O. Zborovskyi 22' · V. Hladechenko 27' | Chi tiết | Bruno Xavier 5', 33' · Bueno 8' · Daniel 35' |

| Iran                                     | 2–3      | Ukraina                                          |
| ---------------------------------------- | -------- | ------------------------------------------------ |
| Mohammad Ahmadzadeh 3' · P. Hosseini 33' | Chi tiết | A. Borsuk 3' · O. Korniychuk 22' · I. Borsuk 30' |

| Brasil                                                                           | 8–3      | Sénégal                            |
| -------------------------------------------------------------------------------- | -------- | ---------------------------------- |
| Daniel 2' · Bruno Xavier 5', 11', 30' · Bruno 6' · André 25', 26' · Jorginho 37' | Chi tiết | P. Koukpaki 10' · B. Fall 17', 28' |

### Bảng D
| Đội         | ST | T | T+ | B | BT | BB | HS | Đ |
| ----------- | -- | - | -- | - | -- | -- | -- | - |
| Nga         | 3  | 2 | 1  | 0 | 13 | 6  | +7 | 8 |
| Nhật Bản    | 3  | 1 | 1  | 1 | 8  | 8  | 0  | 5 |
| Paraguay    | 3  | 1 | 0  | 2 | 14 | 13 | +1 | 3 |
| Bờ Biển Ngà | 3  | 0 | 0  | 3 | 11 | 19 | –8 | 0 |

| Paraguay | 10–6     | Bờ Biển Ngà                                                         |
| --- | -------- | ------------------------------------------------------------------- |
| J. Lopez 9', 28', 31' · P. Moran 14', 28' · G. Benitez 19' (ph.đ.) · L. Pereira 20', 33' · O. Zayas 23' · E. Barreto 36' | Chi tiết | D. Kouassitchi 3', 11', 15', 31' · M. Sakanoko 7' · E. Tchetche 22' |

| Nga                                                            | 4–1      | Nhật Bản      |
| -------------------------------------------------------------- | -------- | ------------- |
| D. Shishin 13', 14' · Y. Krasheninnikov 31' · A. Peremitin 31' | Chi tiết | T. Tabata 28' |

| Nhật Bản                                  | 3–1      | Paraguay     |
| ----------------------------------------- | -------- | ------------ |
| H. Oda 2' · O. Moreira 8' · T. Tabata 14' | Chi tiết | P. Moran 26' |

| Bờ Biển Ngà                          | 2–5      | Nga                                                        |
| ------------------------------------ | -------- | ---------------------------------------------------------- |
| D. Kouassitchi 27' · M. Sakanoko 30' | Chi tiết | A. Makarov 12', 28' · E. Shaykov 15' · D. Shishin 20', 31' |

| Nhật Bản                                                     | 4–3 (s.h.p.) | Bờ Biển Ngà                                      |
| ------------------------------------------------------------ | ------------ | ------------------------------------------------ |
| S. Yamauchi 3' · O. Moreira 19', 38' · N. Matsuo 39' (ph.đ.) | Chi tiết     | D. Kouassitchi 1', 38' (ph.đ.) · M. Sakanoko 18' |

| Nga                                                    | 4–3 (s.h.p.) | Paraguay                                    |
| ------------------------------------------------------ | ------------ | ------------------------------------------- |
| A. Peremitin 1' · A. Makarov 13' · D. Shishin 16', 37' | Chi tiết     | S. Amarilla 21' · P. Morán 28', 36' (ph.đ.) |

## Vòng đấu loại trực tiếp
|  | Tứ kết              | Tứ kết              |                      |       | Bán kết       | Bán kết       |  |  | Chung kết | Chung kết |
|  |                     |                     |                      |       |               |               |  |  |           |           |
|  | 25 tháng 9 năm 2013 |                     |                      |       |               |               |  |  |           |           |
|  |                     |                     |                      |       |               |               |  |  |           |           |
|  | Tây Ban Nha         | 2                   |                      |       |               |               |  |  |           |           |
|  | Tây Ban Nha         | 2                   | 27 tháng 9 năm 2013  |       |               |               |  |  |           |           |
|  | El Salvador         | 1                   |                      |       |               |               |  |  |           |           |
|  | El Salvador         | 1                   | Tây Ban Nha (s.h.p.) | 2     |               |               |  |  |           |           |
|  | 25 tháng 9 năm 2013 |                     | Tây Ban Nha (s.h.p.) | 2     |               |               |  |  |           |           |
|  |                     | Brasil              | 1                    |       |               |               |  |  |           |           |
|  | Brasil              | Brasil              | 1                    | 4     |               |               |  |  |           |           |
|  | Brasil              |                     | 28 tháng 9 năm 2013  | 4     |               |               |  |  |           |           |
|  | Nhật Bản            | 3                   |                      |       |               |               |  |  |           |           |
|  | Nhật Bản            | 3                   | Tây Ban Nha          | 1     |               |               |  |  |           |           |
|  | 25 tháng 9 năm 2013 |                     | Tây Ban Nha          | 1     |               |               |  |  |           |           |
|  |                     | Nga                 | 5                    |       |               |               |  |  |           |           |
|  | Nga                 | Nga                 | 5                    | 6     |               |               |  |  |           |           |
|  | Nga                 | 27 tháng 9 năm 2013 |                      | 6     |               |               |  |  |           |           |
|  | Iran                | 5                   |                      |       |               |               |  |  |           |           |
|  | Iran                | 5                   | Nga                  | 5     |               |               |  |  |           |           |
|  | 25 tháng 9 năm 2013 |                     | Nga                  | 5     |               |               |  |  |           |           |
|  |                     | Tahiti              | 3                    |       | Tranh hạng ba | Tranh hạng ba |  |  |           |           |
|  | Argentina           | Tahiti              | 3                    | 1     | Tranh hạng ba | Tranh hạng ba |  |  |           |           |
|  | Argentina           |                     | 28 tháng 9 năm 2013  | 1     |               |               |  |  |           |           |
|  | Tahiti              | 6                   |                      |       |               |               |  |  |           |           |
|  | Tahiti              | 6                   | Brasil (p)           | 7 (1) |               |               |  |  |           |           |
|  |                     |                     |                      |       |               |               |  |  |           |           |
|  | Tahiti              | 7 (0)               |                      |       |               |               |  |  |           |           |
|  | Tahiti              | 7 (0)               |                      |       |               |               |  |  |           |           |

### Tứ kết
| Brasil                                          | 4–3      | Nhật Bản                                              |
| ----------------------------------------------- | -------- | ----------------------------------------------------- |
| Eudin 8' · Datinha 10' · Daniel 29' · Bueno 31' | Chi tiết | H. Oda 6' · O. Moreira 20' (ph.đ.) · Bueno 30' (l.n.) |

| Argentina              | 1–6      | Tahiti                                                                                      |
| ---------------------- | -------- | ------------------------------------------------------------------------------------------- |
| E. Hilaire 16' (ph.đ.) | Chi tiết | H. Taiarui 9', 27' · N. Bennett 25' · R. Bennett 28' · R. Li Fung Kuee 29' · H. Tavanae 36' |

| Tây Ban Nha              | 2–1      | El Salvador           |
| ------------------------ | -------- | --------------------- |
| Llorenç 7' · Antonio 34' | Chi tiết | W. Torres 24' (ph.đ.) |

| Nga                                                                                              | 6–5      | Iran                                                             |
| ------------------------------------------------------------------------------------------------ | -------- | ---------------------------------------------------------------- |
| E. Eremeev 10', 31' · Y. Krasheninnikov 19' · A. Peremitin 22' · K. Romanov 26' · D. Shishin 34' | Chi tiết | M. Mesigar 6', 25' · F. Boloukbashi 10', 22' · M. Ahmadzadeh 33' |

### Bán kết
| Nga                                           | 5–3      | Tahiti                                               |
| --------------------------------------------- | -------- | ---------------------------------------------------- |
| D. Shishin 9', 17', 35' · A. Makarov 33', 35' | Chi tiết | P. Tepa 13' · A. Makarov 17' (l.n.) · N. Bennett 26' |

| Tây Ban Nha           | 2–1 (s.h.p.) | Brasil          |
| --------------------- | ------------ | --------------- |
| Juanma 21' · Nico 37' | Chi tiết     | Bruno Xavier 5' |

### Tranh hạng ba
| Brasil                                                                               | 7–7 (s.h.p.) | Tahiti                                                                            |
| ------------------------------------------------------------------------------------ | ------------ | --------------------------------------------------------------------------------- |
| Bruno Xavier 7' · Daniel 12' · André 12' · Eudin 14', 19' · Jorginho 24' · Bruno 38' | Chi tiết     | R. Li Fung Kuee 1', 24' · M. Amau 12' · H. Taiarui 21', 35' · N. Bennett 33', 39' |
| Loạt sút luân lưu                                                                    |              |                                                                                   |
| Jorginho                                                                             | 1–0          | Li Fung Kuee                                                                      |

### Chung kết
| Tây Ban Nha | 1–5      | Nga                                                                           |
| ----------- | -------- | ----------------------------------------------------------------------------- |
| Llorenç 24' | Chi tiết | A. Shkarin 13' · K. Romanov 15' · Y. Krasheninnikov 18', 31' · D. Shishin 36' |

## Vô địch
| Giải vô địch bóng đá bãi biển thế giới 2013 |
| ------------------------------------------- |
| · Nga · Lần thứ 2                           |

## Giải thưởng
| adidas Quả bóng vàng           | adidas Quả bóng bạc   | adidas Quả bóng đồng   |
| ------------------------------ | --------------------- | ---------------------- |
| Bruno Xavier                   | Ozu Moreira           | Raimana Li Fung Kuee   |
| adidas Chiếc giày vàng         | adidas Chiếc giày bạc | adidas Chiếc giày đồng |
| Dmitry Shishin                 | Bruno Xavier          | Agustín Ruiz           |
| 11 bàn                         | 10 bàn                | 7 bàn                  |
| adidas Găng tay vàng           |                       |                        |
| Francisco Jesus Donaire (Dona) |                       |                        |
| Giải phong cách FIFA           |                       |                        |
| Nga                            |                       |                        |

## Cầu thủ ghi bàn
| VT | Cầu thủ              | Bàn thắng |
| -- | -------------------- | --------- |
| 1  | Dmitry Shishin       | 11        |
| 2  | Bruno Xavier         | 10        |
| 3  | Agustin Ruiz         | 7         |
| 4  | Daniel Kouassitchi   | 6         |
| 4  | Babacar Fall         | 6         |
| 4  | Raimana Li Fung Kuee | 6         |
| 7  | Lucas Medero         | 5         |
| 7  | Mohammad Ahmadzadeh  | 5         |
| 7  | Pedro Moran          | 5         |
| 7  | Aleksey Makarov      | 5         |
| 7  | Nicolas Perera       | 5         |

## Bảng xếp hạng giải đấu
| VT | Đội              |
| -- | ---------------- |
| 1  | Nga              |
| 2  | Tây Ban Nha      |
| 3  | Brasil           |
| 4  | Tahiti           |
| 5  | Argentina        |
| 6  | El Salvador      |
| 7  | Nhật Bản         |
| 8  | Iran             |
| 9  | Paraguay         |
| 10 | Hoa Kỳ           |
| 11 | Quần đảo Solomon |
| 12 | Ukraina          |
| 13 | Sénégal          |
| 14 | Hà Lan           |
| 15 | UAE              |
| 16 | Bờ Biển Ngà      |